# Sicherheitsparkplatz

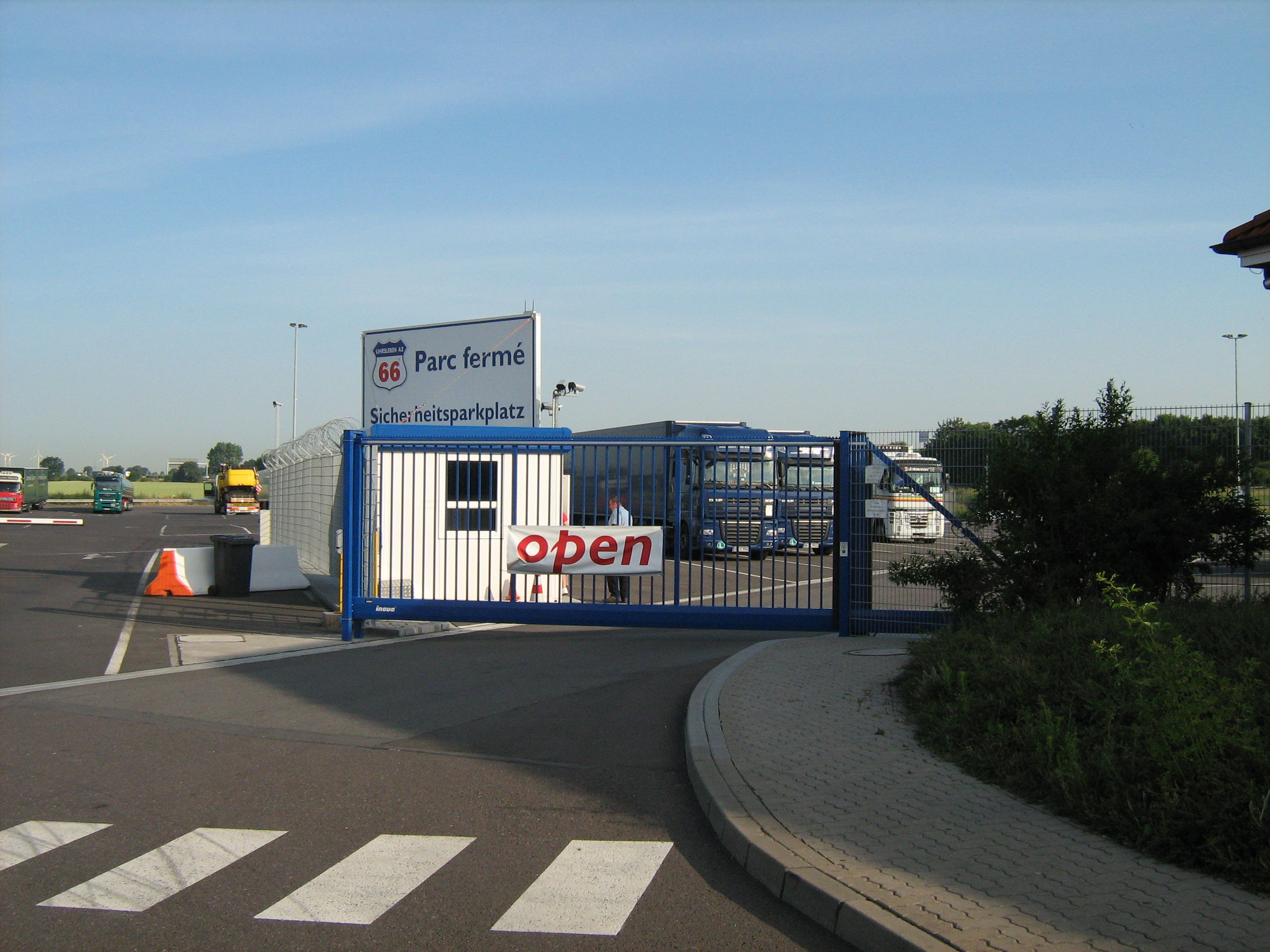
Sicherheitsparkplatz im Autohof Uhrsleben

Sicherheitsparkplatz, genannt „Parc Ferme“ oder „Setpos“ (Secure European Truck Parking Operation Services), war EU-Pilotprojekt in Europa, um 200 sichere Lkw-Parkplätze zu bauen und wurde mit 5,3 Mio. € gefördert. Insgesamt standen 10,9 Mio. € für das Projekt bereit, wo entlang der Haupttransitstrecken 50 Sicherheitsparkplätze entstehen sollten.

## Autohof – Sicherheitsparkplatz
Der erste Sicherheitsparkplatz in Deutschland  wurde auf dem Autohof Uhrsleben gebaut, der einen neuen Standard für das sichere Parken von Lastkraftwagen setzte. Westlich von Magdeburg BAB A2, Ausfahrt 65, werden die 52 LKW-Stellplätze mit wertvoller Fracht von Wachleuten und 16 Kameras überwacht, wobei ein 3,20 Meter hohen Zaun mit NATO-Draht vorhanden ist. Jeder LKW im Sicherheitsparkplatz wird protokolliert, verplombt und mit digitalen Bildern registriert.
Fachleute verweisen pro Jahr auf den entstandenen Schaden von mindestens acht Mrd. € und ca. 90.000 Kraftfahrer sind jährlich Opfer von kriminellen Aktionen. Das liegt vor allem an den wenigen Lkw-Parkplätzen entlang der deutschen sowie europäischen Autobahnen. Dieses hatte auch eine Untersuchung der Europäischen Union ergeben und deshalb soll ein Netz von Hochsicherheitsparkplätzen in Europa  entstehen. Der erste Sicherheitsparkplatz in Frankreich war der „Truck Etape“ in der Nähe der nordfranzösischen Stadt Valenciennes im Januar 2008, der an der Ausfahrt 20 der Autobahn A 2 Brüssel–Paris liegt. Auf dem Autohof in Wörnitz BAB 7 (Deutschland) wurde ein zweiter Sicherheitsparkplatz fertiggestellt. Weitere werden in Ashford (Großbritannien) und Lüttich (Belgien) gebaut.
Für eine 24-Stunden-Pause werden im Autohof Uhrsleben 25 € und für Kurzparker pro Stunde 3,50 € verlangt. Von einigen Versicherungen gibt es Prämienrabatte, wenn der Sicherheitsparkplatz benutzt und Risiko der hohen Verluste vermieden wird. Die Fernfahrer können alle Leistungen vom Autohof benutzen, denn der Fahrer bekommt eine Parkkarte, mit der er die Tür zum Sicherheitsparkplatz öffnen kann.
Unterstützend beteiligt sind auch die Firmen: Consulting-Firma-Faber Maunsell, Shell, Daimler, ADAC, Axa, Teleroute, Tank & Rast und die Vereinigung Deutscher Autohöfe.
An drei Grenzübergängen der EU  mit Russland sollen auch Sicherheitsparkplätze errichtet werden und dafür stellt die EU extra 3,5 Mio. € bereit. EU-Verkehrskommissar Antonio Tajani erklärte, dass die Arbeitsbedingungen und Sicherheit der Fernfahrer mit deren LKW an der russischen Grenze zu verbessern sei. Die drei Projekte: Vaalimaa in Finnland, Narva in Estland und Terehova in Lettland sollten bis zum 15. Oktober 2008 fertiggestellt sein.